# Jakob Eklund (Schauspieler)

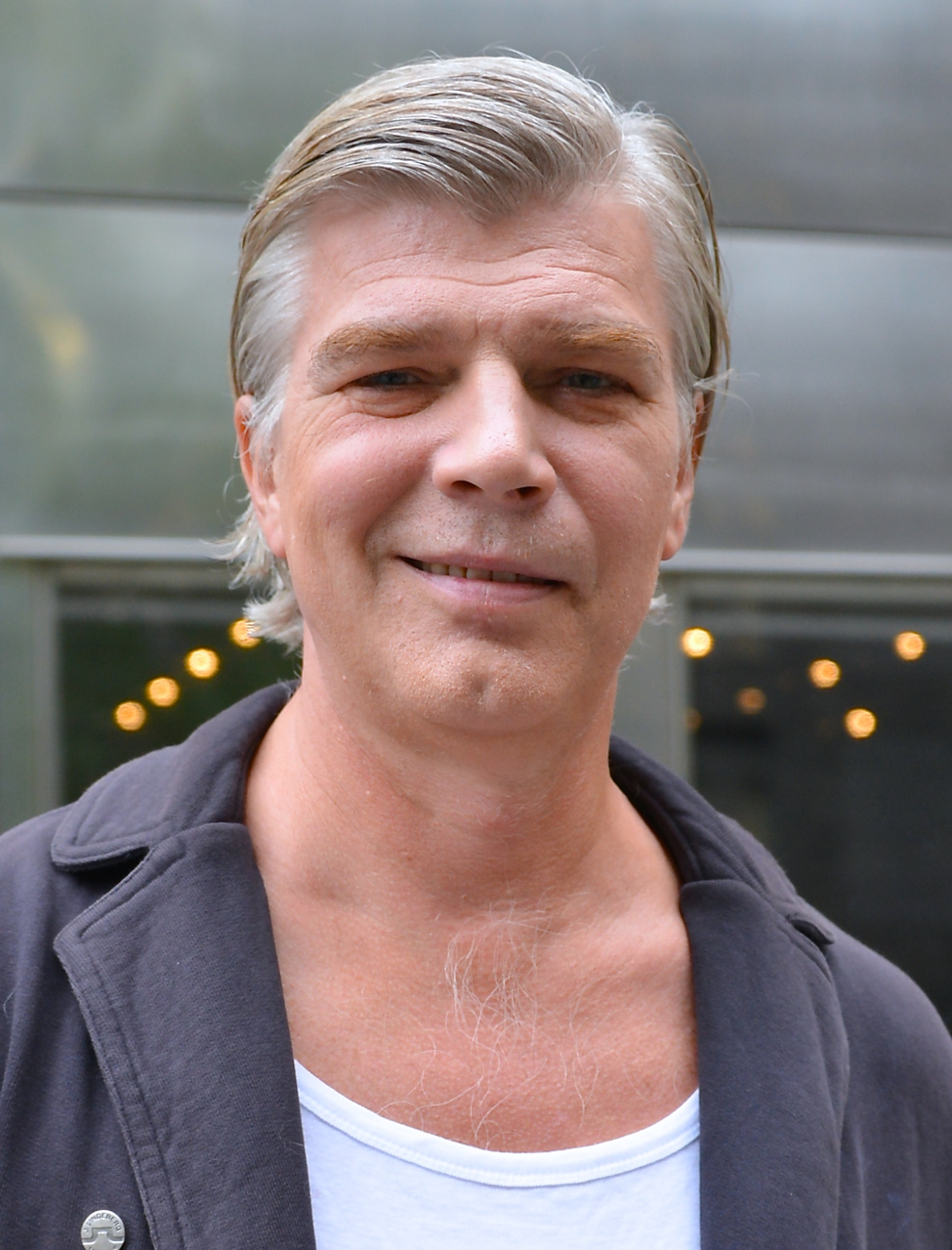
Jakob Eklund (2013)

Jakob Eklund (* 21. Februar 1962 in Göteborg, Schweden) ist ein schwedischer Schauspieler, der in Deutschland durch sein Mitwirken in der Krimireihe GSI – Spezialeinheit Göteborg bekannt wurde. Eklund ist sowohl im Film und Fernsehen als auch im Theater aktiv.

## Biografie
Jakob Eklund ist ein Sohn des Schauspielerehepaars Olof Eklund und Brit Ångström-Eklund.
1987 absolvierte er sein Schauspielexamen an der Theaterhochschule Stockholm, bevor er Engagements am Stockholmer Reichstheater und am Dramatischen Theater hatte.
Sein Filmdebüt gab er in dem Spielfilm Fanny's Farm (Originaltitel: Änglagård), der 1992 uraufgeführt wurde und zu dem zwei Jahre später eine Fortsetzung verfilmt wurde (Änglagård – andra sommaren), in der er ebenfalls mitwirkte.
Dem deutschen Fernsehpublikum ist Eklund durch seine Rolle als Kommissar Johan Falk in der Krimireihe GSI – Spezialeinheit Göteborg bekannt, die zwischen 1999 und 2003 als Spielfilm-Trilogie startete und seit 2009 als Serie fortgesetzt wird.
Trotz seiner zahlreichen Film- und Fernsehrollen ist Jakob Eklund auch weiterhin im Theater aktiv und stand 2009 als Claudius in Hamlet auf der Bühne des Stockholmer Stadttheaters.
Eklund lebt seit langem mit Marie Richardson zusammen, die auch Schauspielerin ist. Beide treten häufig gemeinsam vor der Kamera auf. So spielt sie seine Filmpartnerin Helén in allen Spielfilmen und Serienfolgen rund um den Polizisten Johan Falk. Eklund und Richardson haben zwei gemeinsame Kinder (1995 und 2000) und sind seit 2008 verheiratet. Eklund hat außerdem ein weiteres Kind (1980) aus einer früheren Beziehung.

## Filmografie (Auswahl)
- 1997: Selma und Johanna (Selma & Johanna – en roadmovie)
- 1999: Zero Tolerance – Zeugen in Angst (Noll tolerans)
- 2001: Executive Protection – Die Bombe tickt (Livvakterna)
- 2003: The Third Wave – Die Verschwörung (Den tredje vågen)
- 2006: Mankells Wallander: Offene Rechnungen (Jokern)
- 2008: Wir sind alle erwachsen (Les grandes personnes)
- seit 2009: GSI – Spezialeinheit Göteborg (Johan Falk, Fernsehserie, 17 Folgen)